# سال‌شمار محمود دولت‌آبادی
این مقالهْ سالشمارِ کار و زندگی محمود دولت‌آبادی است.

## دههٔ ۱۳۲۰
- محمود دولت‌آبادی، ۱۰ مرداد ۱۳۱۹ در روستای دولت‌آباد سبزوار متولد شد، مادرش فاطمه و پدرش عبدالرسول نام داشت.
- ۱۳۲۵ آغاز تحصیلات ابتدایی

## دههٔ ۱۳۳۰
- ۱۳۳۲ پایان تحصیلات ابتدایی
- ۱۳۳۳ کار در کارخانه پنبه. بیماری استئوملیت در پا (بیماری استخوانی).
- ۱۳۳۴ سفر به مشهد برای معالجه.
- ۱۳۳۵ سفر به عتبات. بازگشت و توقف موقت در تهران.
- ۱۳۳۶ بازگشت به سبزوار و آغاز کار در شهر سبزوار.
- ۱۳۳۷ سفر به مشهد به قصد ورود به آموزشگاه گروهبانی. آشنایی با سینما و تئاتر.
- ۱۳۳۸ سفر به تهران. آشنایی با کارهای آنتوان چخوف و صادق هدایت.
- ۱۳۳۹ کار در تئاتر پارس در لاله‌زار به‌عنوان و رکلاماتور. آغاز داستان‌نویسی.

## دههٔ ۱۳۴۰
- ۱۳۴۰ شرکت در کلاس تئاتر آناهیتا به صورت مستمع آزاد.
- ۱۳۴۱ مهاجرت خانواده به تهران. آغاز داستان‌نویسی به‌طور جدی و چاپ داستان کوتاه ته شب (نخستین داستان) در بولتن مجله (آناهیتا) متعلق به مصطفی اسکویی و به همت سعید سلطان‌پور.[۱] بازی در نمایش‌نامه شب‌های سفید کارِ داستایفسکی.
- ۱۳۴۲ نگارش داستان‌های ادبار و هجرت سلیمان. بازی در نمایش‌های قرعه برای مرگ اثر واهه کاچا، انیس مندو و تانیا.
- ۱۳۴۳ مرگ نورالله دولت‌آبادی برادر ۲۱ ساله‌اش. ترک تحصیل. بازی در نمایش «نگاهی از پل» کارِ آرتور میلر. نگارش داستان‌های بیابانی، پای گلدسته امامزاده شعیب (این داستان در سال ۱۳۵۲ در مجموعه لایه‌های بیابانی چاپ می‌شود) و سایه‌های خسته.
- ۱۳۴۴ دستیاری عباس جوانمرد در نمایش پهلوان اکبر می‌میرد
- ۱۳۴۵ آشنایی با احمد شاملو. نگارش داستان‌های سفر و بند. سفر به بندرعباس. بازی در تولید تلویزیونی عروسکها، کارِ بهرام بیضایی در روزهای پایانی سال، که فروردین سال بعد از تلویزیون پخش شد.
- ۱۳۴۶ آشنایی با جلال آل‌احمد. آشنایی با کارهای غلامحسین ساعدی، بازی در نمایش (چوب به دست‌های ورزیل) کارِ غلامحسین ساعدی، پایان نگارش آوسنه بابا سبحان. بازی در نمایش میراث کارِ بهرام بیضایی در تالار ۲۵ شهریور در آذر ماه. بازی در نمایش شهر طلایی کارِ عباس جوانمرد، در تالار ۲۵ شهریور، بهمن ماه.
- ۱۳۴۷ انتشار آوسنه بابا سبحان، بازی در نمایش (طلسم حریر و ماهیگیر) کارِ علی حاتمی در تالار و موزه و بعد در شهرستان‌ها. نگارش داستان‌های گاواربان و باشبیرو و نگارش نمایش‌نامه تنگنا. انتشار داستان بلند سفر و انتشار مجموعه لایه‌های بیابانی.
- ۱۳۴۸ سفر به کاخک خراسان پس از زلزله خراسان. بازی در نمایش عروسکها کارِ بهرام بیضایی. آغاز نگارش رمان کلیدر، پایان نگارش گاواربان، نگارش داستان بلند عقیل، عقیل. بازی در فیلم سینمایی گاو کارِ داریوش مهرجویی.
- ۱۳۴۹ ازدواج با مهرآذر ماهر. سفر به روستای کلیدر. (سودای مرد پیر) نقدی بر نمایش‌نامه محاق و مرگ در پاییز کارِ اکبر رادی در روزنامه کیهان. نقدی بر نمایش‌نامه (با خشم به یاد آر) کارِ جان آزبن، ترجمه کریم امامی، روزنامه کیهان، بهمن ماه. (سیری در اندیشه‌های برشت) نقدی بر کتاب (سیری در اندیشه‌های برشت) تألیف مجید امین مؤید. روزنامه کیهان. بازی در نمایش‌های مرگ در پاییز کارِ اکبر رادی و تمام آرزوها کارِ نصرت نویدی. انتشار نمایش‌نامه تنگنا.

## دههٔ ۱۳۵۰
- ۱۳۵۰ آشنایی با امیرحسین آریان‌پور. انتشار داستان بلند گاواربان، پایان نگارش داستان بلند باشبیرو. تنظیم و اجرا و بازی در نمایش (راشومون) کارِ آگوتاگاوا نویسنده ژاپنی. نگارش داستان مرد. (غریبه در نارستان) نقدی بر نمایش‌نامه افول کارِ اکبر رادی، در روزنامه کیهان.
- ۱۳۵۱ مرگ برادر ناتنی‌اش علی دولت‌آبادی در حادثه رانندگی در جاده هراز. انتشار داستان باشبیرو. آشنایی با سهراب سپهری بازی در نمایش حادثه درویشی کارِ آرتو میلر. انتشار داستان بلند عقیل عقیل، پایان نگارش نمایش‌نامه درخت (مفقود شده). انتشار (ضمیمه گاواره‌بان) نقدی بر کتاب گاواره‌بان کارِ باقر مؤمنی. نگارش رمان پایینی‌ها (مفقود شده)، نگارش داستان خون و خنجر و شیدا (نام دیگر آن شب‌های قلعه چمن) نخستین جوانه‌های کتاب کلیدر از دل آن بیرون می‌آید.
- ۱۳۵۲ بازنویسی داستان بلند سفر، نگارش داستان (روز و شب یوسف). سخنرانی در دانشگاه تهران تحت عنوان (موقعیت کلی هنر و ادبیات کنونی)، این متن بوسیله انتشارات گلشایی در تهران منتشر شد. بازی در نمایش (چهره‌های سیمون ماشار) کارِ برتولت برشت. تهیه فیلم کوتاه هشت میلی‌متری توسط سینمای آزاد اهواز به کارگردانی عبدالله نریموسی که نیمه تمام ماند. نمایش فیلم سینمایی خاک به کارگردانی مسعود کیمیایی بر اساس داستان آوسنه بابا سبحان. انتشار نقد فیلم دولت‌آبادی بر فیلم خاک با عنوان (بابا سبحان در خاک). انتشار مقاله (تذکره، دیدار خاموش با بهرنگ) در روزنامه کیهان. انتشار (آخر بازی) روایت یک دیدار. نقد کتاب قصه هستی کارِ مرتضی رضوان با عنوان (قصه هستی، قصه‌ای کودکانه برای بزرگسالان)، بینالود. سفر به سبزوار به همراه مهدی فتحی، شهاب موسوی‌زاده و محمدرضا لطفی، انتشار داستان کوتاه مرد.
- ۱۳۵۳ دستگیری و بازداشت توسط عوامل سازمان اطلاعات و امنیت کشور (ساواک). بازی در نمایش (اعماق) کارِ ماکسیم گورکی. (حرف‌هایی پیرامون قصه) گفت‌وشنود دولت‌آبادی با جنگ لوح. (نیمه‌های اول راه) گفت‌وشنود دولت‌آبادی با روزنامه آیندگان. پایان نگارش (از خم چنبر)، نگارش سفرنامه (دیدار بلوچ) در دی ماه قبل از دستگیر شدن.
- ۱۳۵۴ بازداشت و زندانی
- ۱۳۵۵ بازداشت و زندانی
- ۱۳۵۶ آزادی و رهایی از زندان. انتشار داستان بلند (از خم چنبر)، انتشار (دیدار بلوچ)، انتشار مقاله (پشت نقاب)، گرفتن اجازه از دولت‌آبادی برای ترجمه داستان (گاواره بان) به زبان آلمانی.
- ۱۳۵۷ آغاز انتشار رمان ده جلدی (کلیدر) چاپ اول انتشارات نشر پارسی. پایان نگارش و چاپ رمان جای خالی سلوچ چاپ اول انتشارات آگاه. انتشار مجموعه مقالات (ناگزیری و گزینش هنرمند)، سخنرانی در دانشگاه تهران. انتشار مقاله (عشق عاشقان را، جام جم، شما را) در روزنامه کیهان. (ایران و خطر تعصبات فرقه‌ای) سخنرانی در دانشگاه آزاد ایران، چاپ در روزنامه‌های کیهان و اطلاعات. (کشف ضرورت وحدت در تجربه و عمل) سخنرانی در مدرسه عالی پارس، چاپ متن سخنرانی در روزنامه کیهان. انتشار فیلم‌نامه (سربداران)، کتاب جمعه شماره ششم.
- ۱۳۵۸ دیدار و گفت و شنود دولت‌آبادی با آقا بزرگ علوی با حضور باقر مؤمنی، محسن یلفانی، ابراهیم رهبر و محمدعلی سجادی، انتخاب دولت‌آبادی به عنوان دبیر اول سندیکای هنرمندان و کارکنان تئاتر ایران. انتشار گاواربان به زبان آلمانی با ترجمه دکتر تورج رهنما، نگارش نمایش‌نامه ققنوس، (نگاهی به سی و پنج سال تئاتر مبارز). سخنرانی در دانشگاه صنعتی شریف در روز جهانی تئاتر، چاپ در مجله آناهیتا. (یاد هنرمند) سخنرانی کوتاه بر مزار پرویز فنی‌زاده. اجرای هجرت سلیمان توسط صدرالدین حجازی. (کله گردها و کله تیزها) نقدی بر بر اجرای نمایش‌نامه برتولت برشت، چاپ در کتاب جمعه، آذرماه. انتشار مقاله (به‌سوی تئاتر ملی) نشریه سندیکای هنرمندان و کارکنان تئاتر. انتشار مقاله (پیش از هر آئینی ایرانی هستیم) روزنامه آیندگان، انتشار (تئاتر در محاق) گفت و شنود، چاپ در صحنه معاصر.
- ۱۳۵۹ انتشار داستان هجرت سلیمان به زبان سوئدی. (یادداشت‌هایی دربارهٔ داستان) چاپ در کتاب شورای نویسندگان و هنرمندان ایران، کتاب اول. (سندیکا و ما) گفت و شنودی با دولت‌آبادی، چاپ در صحنه معاصر، اسفند ماه.

## دههٔ ۱۳۶۰
- ۱۳۶۰ فوت پدر. پایان نگارش فیلم‌نامه (اتوبوس). (طرب و تحول) سخنرانی در تئاتر دهقان، چاپ در کتاب شورای نویسندگان و هنرمندان ایران، کتاب سوم، فروردین ماه.
- ۱۳۶۱ آغاز مکاتبه با محمدعلی جمال‌زاده. انتشار نمایش‌نامه ققنوس
- ۱۳۶۲ پایان نگارش رمان ده جلدی (کلیدر). تدریس در مدرسه تلویزیون.
- ۱۳۶۳ چاپ داستان (مرد) به زبان فرانسوی در مجموعه داستان‌های ایرانی.
- ۱۳۶۵ فوت مادر. نگارش داستان (آهوی بخت من گزل)، نگارش فیلم‌نامه (هیولا)، نگارش قصه رادیویی (اتاق شماره شش)، مهرماه. (گل دیوانه) قصه‌ای برای رادیو، بر اساس (گل سرخ رنگ) اثر گارشین،
- ۱۳۶۶ (آزادی، ایدئولوژی مشترک همه نویسندگان جهان است)، مقاله‌ای با یاد غلامحسین ساعدی، چاپ در روزنامه کیهان. (نقش سیمای او) سخنرانی در تالار موزه هنرهای معاصر.
- ۱۳۶۷ انتشار داستان (آهوی بخت من گزل). صلح و جنگ (پایان کابوس) پاسخ به مجله تایم-لایف، چاپ متن فارسی آن در دنیای سخن شماره بیست. (ضد خاطرات، اثری متفاوت) نقدی بر کتاب ضد خاطرات اثر آندره مالرو، ترجمه ابوالحسن نجفی و رضا سیدحسینی، مجله آدینه، شماره۲۱، ویژه نوروز. (در احوال رمان)، مقاله، چاپ در مجله آدینه، شماره۲۱، اسفندماه. انتشار مقاله (رمان چیست؟)، مجله دنیای سخن شماره ۲۵، اسفند ماه.
- ۱۳۶۸ انتشار کتاب (کارنامه سپنج)، سه جلد، مجموعه آثار. انتشار کتاب (ما نیز مردمی هستیم)، گفتگو با فریدون فریاد و امیرحسن چهلتن، نشر پارسی. (نویسندگان دوستداران بشریت)، گفتگو با دولت‌آبادی، مجله دنیای سخن، شماره ۲۸. سفر به هلند، سوئد، آلمان، انگلستان، و فرانسه. (انسان سوم) سخنرانی در سمپوزیوم آمستردام، چاپ متن فارسی در مجله دنیای سخن، شمارة ۲۹، پاییز. آغاز ترجمه رمان (جای خالی سلوچ) توسط زیگرید لطفی.
- ۱۳۶۹ سفر به آلمان به دعوت خانه فرهنگ‌های جهان (برلین). آغاز ترجمه داستان سفر توسط بهمن نیرومند. (برخوردهای جزمی مورد علاقه من نیست)، گفتگوی دولت‌آبادی با ناهید موسوی، مجله دنیای سخن شماره ۳۲. (ای بسا هندو و ترک همزبان)، مجله آدینه شماره ۵۲. (رابطه هنر و ادبیات با مردم)، مقاله، چاپ در مجله کلک شماره ۶. انتشار هجرت سلیمان به زبان چینی. (فصل شکوفایی ادبیات آسیا)، گفت و شنود، مجله دنیای سخن.

## دههٔ ۱۳۷۰
- ۱۳۷۰ انتشار کتاب (روزگار سپری‌شده مردم سالخورده)، جلد اول (اقلیم باد)، چاپ اول، نشر چشمه و نشر پارسی. سفر به آمریکا و کانادا به دعوت سیرا. انتشار نشریه (زمانه) شماره دوم، ویژه محمود دولت‌آبادی، به همت خسرو قدیری، آبان ماه، سن خوزه. (ماه تمام نیمروز)، گفتگوی دولت‌آبادی با شاهرخ تویسرکانی، مجله دنیای سخن شماره ۴۲. (مثلث نحس) عنوان سخنرانی در کنفرانس سییرا، دانشگاه میشیگان، چاپ این سخنرانی در مجله آدینه شماره ۶۰. سخنرانی در دانشگاه کویینز (کانادا). شرکت در چندین جلسه فرهنگی در نیو جرسی، کنتیکت، واشینگتن. (رنج ما، فرضیه ما)، سخنرانی در دانشگاه سیاتل (واشینگتن) و دانشگاه برکلی (کالیفرنیا)، چاپ آن در نشریه گردون، فروردین ماه، انتشار داستان (آهوی بخت من گزل) به زبان سوئدی. چاپ داستان (ادبار) به زبان انگلیسی در کتاب (داستان‌هایی از ایران) زیر نظر دکتر حشمت موید. انتشارات میج، واشینگتن. انتشار مقاله (بوی خوش باغستان یوش در افغانستان) مجله آدینه شماره ۶۴.
- ۱۳۷۱ سفر به مونیخ و سخنرانی در سمپوزیوم ادبیات درگذار به هزاره سوم. تحت عنوان (در آستانه فصلی سرد)، چاپ آن در مجله آدینه شماره ۷۰. انتشار کتاب (جای خالی سلوچ) به زبان آلمانی. حضور در نمایشگاه کتاب فرانکفورت. پایان نگارش جلد دوم کتاب (روزگار سپری‌شده مردم سالخورده). انتشار کتاب (ردَ، گفت وگزار سپنج)، مجموعه مقالات و سخنرانی‌ها و نوشته‌های پراکنده. (آیا ادبیات داستانی ما جهانی است؟) مقاله، مجله دنیای سخن شماره۵۳. انتشار کتاب (روزگار سپری‌شده مردم سالخورده)، جلد دوم (برزخ خس).
- ۱۳۷۲ سفر به آلمان. انتشار مقاله (از نقطه عزیمت تا لحظه شدن)، مجله تکاپو، نو، شماره ۷. انتشار فیلم‌نامه (اتوبوس). انتشار مقاله (دموکراسی و حدود بشر بودن ما)، مجله آدینه. انتشار (زبان فارسی‌زبان شعر است)، مقاله و گفتگو، چاپ در روزنامه فرانکفورتر روندشاو، متن فارسی در مجله دنیای سخن. (گفتگو با احمد شاملو، مهدی اخوان‌ثالث، محمود دولت‌آبادی) توسط محمد محمدعلی.
- ۱۳۷۳ آغاز ترجمه جای خالی سلوچ به زبان فرانسوی. چاپ مقاله (چیرگی بر مرگ، تاوان زیستن)، دربارهٔ کتاب روزگار سپری شده مردم سالخورده. مجله تکاپو. انتشار مقاله (در چرایی فقدان اختران)، مجله دنیای سخن، شماره‌های۲۶–۲۸، بهمن و اسفند ماه. انتشار نشریه تکاپو شماره فروردین ماه، دوره نو، شماره ۸، بخشی از این شماره به همت منصور کوشان ویژه محمود دولت‌آبادی و کتاب (اقلیم باد) اوست. انتشار (نکته این‌جاست)، یادداشتی بر کتاب روزگار سپری شده مردم سالخورده (جلد اول، اقلیم باد)، مجله تکاپو. انتشار (یادستایی نمایش تنبورنواز) نقدی بر اجرای نمایش (تنبور نواز)، کارگردان هادی مرزبان، مجله دنیای سخن شماره ۵۹.
- ۱۳۷۴ ترجمه مجلد اول کلیدر به زبان آلمانی.
- ۱۳۷۵ انتشار چاپ دوم جای خالی سلوچ به زبان آلمانی. انتشار (همایش جهانی نویسندگان، امواج سه دریا)، گفتگو مجله دنیای سخن شماره ۷۰
- ۱۳۷۶ انتشار مجلد اول کلیدر به زبان آلمانی در زوریخ
- ۱۳۷۷ انتشار بحثی کلی تحت عنوان (کانون نویسندگان، محفل بسته نخبه گرایانه)، چهار گفتگوی مستقل با محمود دولت‌آبادی، هوشنگ گلشیری، سیمین بهبهانی و محمدجعفر پوینده. نشریه فرهنگ توسعه
- ۱۳۷۸ شرکت در جشن (صدای ادبیات ایران) (به مدت یک هفته) در آمریکا به اتفاق محمدعلی سپانلو، جواد مجابی و شهریار مندنی‌پور، احمد شاملو و سیمین بهبهانی هم دعوت شده بودند که نتوانستند شرکت کنند، این جشن به شرکت پن آمریکا، دانشگاه کلمبیا و انجمن آسیایی برگزار گردید. سخنرانی در دانشگاه کلمبیا.
- ۱۳۷۹ ترجمه جای خالی سلوچ به زبان عربی توسط (سلیم عبدالامیر حمدان) در سوریه. انتشار جلد سوم (بخش پایانی) کتاب روزگار سپری شده مردم سالخورده (پایان جغد).[۲]

## دههٔ ۱۳۸۰
- ۱۳۸۰ انتشار نشریه دفتر هنر شمارة ۱۴ ویژه محمود دولت‌آبادی، اسفندماه، استاکتن (کالیفرنیا). ستایش ویژه منتقدان مطبوعات از دولت‌آبادی در جلسه نشریه (کتاب هفته)، تهران. گپ حسن محمودی و مریم افشنگ با دولت‌آبادی تحت عنوان (ما همه از ایل آمده‌ایم). نشریه همشهری، آذر ماه، گپ دفتر هنر با دولت‌آبادی (به همت جواد مجابی، عمران صلاحی، محمد قاسم‌زاده و حمیدرضا رضایی).
- ۱۳۸۲ انتشار رمان سلوک.
- ۱۳۸۳ انتشار کتاب (روز و شب یوسف) انتشارات نگاه.
- ۱۳۸۷ جلوگیری از انتشار رمان زوال کلنل توسط نشر چشمه از سوی وزارت فرهنگ و ارشاد اسلامی.
- ۱۳۸۸ حمایت از میرحسین موسوی در جریان دهمین دوره انتخابات ریاست جمهوری ایران، انتشار کتاب نون نوشتن.
- ۱۳۸۹ رونمایی از کتاب زوال کلنل با نام (کلنل) در آلمان با ترجمه بهمن نیرومند، برگزاری برنامه کتاب‌خوانی (کلنل) در چند شهر آلمان، برلین، کلن، وایمار.[۳] شرکت در نمایشگاه کتاب فرانکفورت،[۴] شرکت و سخنرانی در فستیوال بین‌المللی نروژ، بزرگترین همایش ادبی کشورهای نوردیک.

## دههٔ ۱۳۹۰
- ۱۳۹۱ شرکت در همایش نکوداشت عثمان محمدپرست و رونمایی از سردیس او،[۵] اقدام به نگارش کتاب وزیری امیر حسنک. دیدار و عیادت از سعدی افشار هنرمند و پیشکسوت نمایش‌های تخت‌حوضی،[۶] انتشار کتاب میم و آن دیگران. رونمایی از کتاب زوال کلنل با نام (کلنل) با ترجمه (تام پتردیل) در لندن.[۷]
- ۱۳۹۲ بزرگداشت محمود دولت‌آبادی در سارایوو،[۸] پیش فروش کتاب (وزیری امیر حسنک) به صورت اینترنتی در بهمن ماه ۱۳۹۲
- ۱۳۹۳ سخنرانی در مراسم تشیع پیکر محمدرضا لطفی در اردیبهشت ماه و سخنرانی در مراسم تشیع پیکر سیمین بهبهانی، پیام تسلیت به مناسبت درگذشت زیگرید لطفی،[۹] از تمبر یادبود محمود دولت‌آبادی هم‌زمان با هفتاد و چهارمین سالگرد تولدش با عنوان (آقای رمان ایران) در زادگاهش سبزوار، رونمایی شد.[۱۰] برگزیده جایزهٔ ادبی یان میخالسکی سوییس، دریافت نشان شوالیه هنر و ادب فرانسه توسط سفیر دولت فرانسه در سفارت فرانسه در تهران آبان ماه ۱۳۹۳
- ۱۳۹۴ انتشار کتاب «تا سر زلف عروسان سخن» توسط نشر چشمه،[۱۱] انتشار کتاب بنی‌آدم در اسفند ماه ۱۳۹۴ توسط نشر چشمه.
- ۱۳۹۵
- ۱۳۹۶